# Campeonato de Portugal 1928
Il Campeonato de Portugal 1928 fu la settima edizione del Campeonato de Portugal, torneo antenato della Coppa di Portogallo. La competizione fu giocata dal 4 marzo al 30 giugno 1928. Il Carcavelinhos FC vinse per la prima volta nella sua storia la competizione, battendo in finale lo Sporting Lisbona per 3-1.

## Partecipanti
- Algarve:  Lusitano VRSA
- Aveiro:  Beira-Mar
- Beja:  Luso Beja
- Braga:  Braga
- Coimbra:  Académica
- Fafe:  Sporting Fafe
- Lisbona:  Belenenses,  União de Lisbona,  Casa Pia,  Sporting Lisbona,  Benfica,  Carcavelinhos FC,  SC Império
- Madera:  União Madeira
- Porto:  Porto,  Salgueiros,  Progresso,  Leça,  Boavista
- Santarém:  Torres Novas
- Setúbal:  Vitória Setúbal,  Barreirense,  Comércio e Indústria
- Viana do Castelo:  Vianense
- Vila Real:  Vila Real
- Viseu:  Lusitano FC

## Primo Turno
Le partite furono giocate il 4 marzo 1928.
|                  | Risultato |                      |
| ---------------- | --------- | -------------------- |
| Barreirense      | 3 - 0     | União de Lisbona     |
| Beira-Mar        | 3 - 2     | Progresso            |
| Vianense         | 1 - 2     | Salgueiros           |
| Boavista         | 8 - 0     | Lusitano FC          |
| Belenenses       | 7 - 1     | Luso Beja            |
| Sporting Fafe    | 2 - 1     | Académica            |
| Casa Pia         | 2 - 1     | Comércio e Indústria |
| Porto            | 13 - 1    | Vila Real            |
| Leça             | 2 - 1     | Braga                |
| Sporting Lisbona | 18 - 0    | Torres Novas         |
| Vitória Setúbal  | 6 - 1     | Lusitano VRSA        |

## Ottavi di finale
Le partite si giocarono il 6 maggio 1928.
|                  | Risultato |                  |
| ---------------- | --------- | ---------------- |
| Leça             | 1 - 8     | Belenenses       |
| Beira-Mar        | 0 - 3     | Carcavelinhos FC |
| Sporting Fafe    | 1 - 6     | Benfica          |
| Salgueiros       | 2 - 1     | Porto            |
| Casa Pia         | 0 - 2     | Barreirense      |
| Boavista         | 2 - 4     | Vitória Setúbal  |
| Sporting Lisbona | 4 - 1     | SC Império       |

## Quarti di finale
I quarti furono giocati dal 13 maggio 1928.
|                  | Risultato |                  |
| ---------------- | --------- | ---------------- |
| Salgueiros       | 1 - 8     | Carcavelinhos FC |
| Benfica          | 4 - 3     | União Madeira    |
| Sporting Lisbona | 5 - 0     | Barreirense      |
| Belenenses       | 1 - 4     | Vitória Setúbal  |

## Semifinali
Le semifinali si giocarono il 24 giugno 1928.
|                  | Risultato |                 |
| ---------------- | --------- | --------------- |
| Carcavelinhos FC | 3 - 0     | Benfica         |
| Sporting Lisbona | 3 - 1     | Vitória Setúbal |

## Finale
| Arbitro: | Silvestre Rosmaninho |

|                                  |           |            |
| Domingues 20’, 53’ Rodrigues 75’ | Marcatori | 52’ Mendes |